# Beatlemania (banda)
Beatlemania es una agrupación musical chilena, dedicada a interpretar en vivo la música de The Beatles. Fundada en 1989 por Mario Olguín, un matemático y músico chileno, es una de las más reconocidas en Chile y Latinoamérica, con más de 35 años de trayectoria ininterrumpida, interpretando el legado de la mítica banda inglesa.
Se presentaron exitosamente en el XXXIV Festival Internacional de la Canción de Viña del Mar, donde fueron galardonados con Gaviota de Plata, en 1993.
Destaca además su concierto de septiembre de 1997, cuando fueron invitados por Alan Williams para tocar en el mítico Cavern Club de Liverpool.
En el año 2012, realizan la primera de cuatro giras  en Chile con Pete Best, baterista original de The Beatles entre 1960 y 1962, siendo la más reciente en 2024.
La agrupación, liderada por Mario Olguín, ha tenido como lema, desde sus inicios, interpretar las canciones de The Beatles, en los registros originales de voz en que fueron creadas, sin pretender emular las voces del legendario cuarteto británico.

## Historia

### Fundación

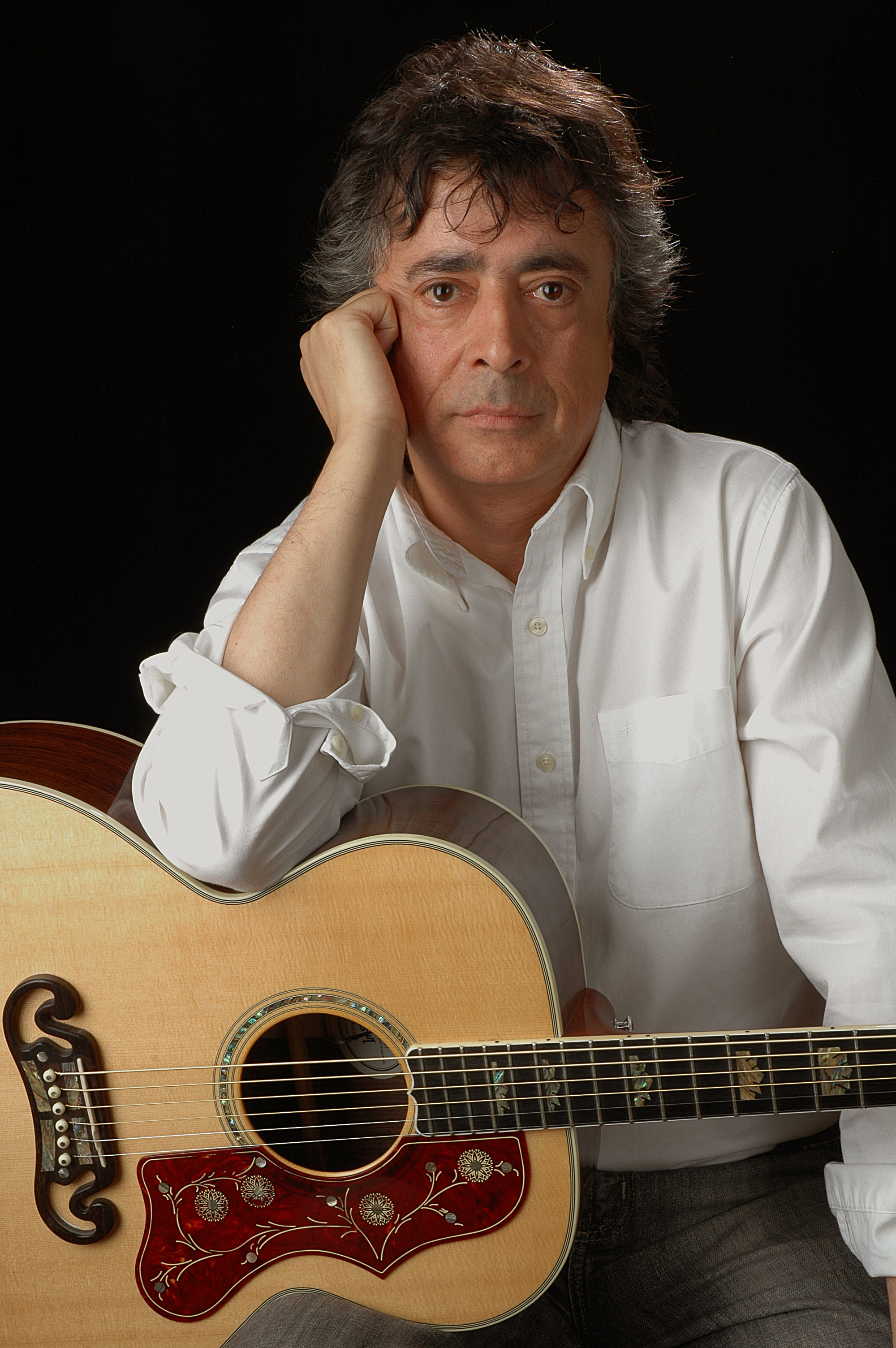
Mario Olguín - Líder y Fundador

En 1989, Mario Olguín decide formar una agrupación que interpretara en vivo la obra musical de The Beatles, y en agosto de ese mismo año, funda Beatlemania, siendo su lema principal, interpretar las canciones de The Beatles en los registros de voz originales en que fueron creadas, sin pretender imitar las voces ni la apariencia del legendario cuarteto de Liverpool.

### Inicios
Penny Lane, es uno de los primeros lugares en los que comienzan a tocar en Santiago, un pub de aquella época, ubicado en el Barrio Bellavista, al que concurrían los amantes de la música de los Beatles. Dado el éxito de sus presentaciones, la agrupación capta la atención de los medios de comunicación, y en menos de un año se hacen conocidos a nivel nacional, dando así inicio a un extenso periodo de giras.

### Conciertos en Chile
Recorren Chile de norte a sur ofreciendo conciertos en diversos lugares, como playas, estadios, y teatros. Uno de los conciertos más masivos lo realizan en el estadio Nacional de Chile, en septiembre de 1990, en donde se presentan ante 40 mil personas.
Entre 1999 y 2000 tuvieron su propio programa de televisión, “Beatlemania", espacio dedicado a la historia de The Beatles, que fue transmitido en dos canales de la televisión chilena, Canal 2 Rock & Pop y UCV Televisión, en 1999 y 2000 respectivamente.

### Giras Internacionales
En su trayectoria han llevado a cabo giras y shows en diversos escenarios y programas de televisión de Bolivia, Paraguay, Perú, Argentina, Estados Unidos e Inglaterra.
En 1992 realizan su primera incursión internacional en Argentina, presentándose en el programa de TV, con mayor rating los sábados por la noche: “Una buena idea”, conducido por Juan Alberto Badía.
Al año siguiente, son invitados a presentarse en el XXXIV Festival  Internacional de la Canción de Viña del Mar, en donde son galardonados con gaviota de plata. Tras el éxito obtenido la noche del 11 de febrero de 1993, son invitados a realizar una segunda presentación, la noche del 13 de febrero.
Bolivia es el segundo país que visitan en su gira internacional de 1993, que incluye la ciudad de La Paz, Cochabamba y Santa Cruz. Es a 3.600 metros de altura que realizan su primer concierto en la ciudad de La Paz, en el Teatro al Aire Libre, Jaime Laredo, en el que convocan a más de 9 mil personas.
El Festival de San Bernardino en Paraguay es el siguiente destino de su gira, en el que la agrupación se presenta, el 24 de octubre de 1993, ante 20 mil personas, en un concierto al aire libre frente al lago Ypacaraí, marcando un precedente como los primeros artistas chilenos invitados a este festival.
En 1994 vuelven a Bolivia y Paraguay. Posteriormente, en octubre de ese mismo año, viajan a Miami, tras ser invitados a presentarse en el programa Sábado Gigante Internacional, programa transmitido a veintidós países de América Latina.
En 1996 visitan nuevamente Bolivia, presentándose esta vez en las ciudades de La Paz, Oruro, Sucre y Potosí.
Al año siguiente, en septiembre de 1997,  viajan a Inglaterra para realizar un concierto en el legendario Cavern Club de Liverpool, en dónde fueron presentados por Allan Williams, quien fuera, el primer mánager de The Beatles.
Ese mismo año, en el marco del Octoberfest, regresan por cuarta vez a Bolivia, para presentarse en la ciudad de Santa Cruz.
La agrupación vuelve a Bolivia, por quinta vez, en 2004, en donde realiza una serie de conciertos en homenaje a John Lennon en la ciudad de La Paz. El Teatro Al Aire Libre, Jaime Laredo es el escenario en el que se presentan ante miles de personas que repletan el lugar.
Es en octubre de 2005, cuando se presentan por primera vez en Lima, Perú, realizando un concierto de casi 4 horas de duración con el que  se conmemoran los 65 años del nacimiento de John Lennon.
Al año siguiente regresan a Lima,  y en esta oportunidad el concierto se realiza para celebrar el cumpleaños número 64 de Paul McCartney.

### Otros eventos
Durante sus giras de 2012, 2013, 2015, 2017 y 2024 Beatlemania ha incluido a Pete Best como baterista invitado. Best fue baterista original de The Beatles, entre 1960 y 1962, hasta que fue reemplazado a petición de George Martin.
Los numerosos conciertos que han realizado, se han caracterizado por el amplio repertorio que abarcan en sus interpretaciones, desde los temas más sencillos, hasta las composiciones de mayor complejidad, que marcaron la última etapa musical de The Beatles.
A lo largo de los años, Beatlemania ha ido incorporando a sus presentaciones, una variada gama de instrumentos, con los que realizan un gran despliegue musical, junto a connotados músicos invitados. Asimismo, en ocasiones, se han presentado acompañados por ensambles sinfónicos y músicos de la Orquesta Filarmónica de Chile.